# Gaspar Gil Polo
Gaspar Gil Polo, född omkring 1535 i Valencia, död 1591 i Barcelona, var en spansk skald. 
Gil Polo blev ryktbar genom sin herdedikt Diana enamorada (1564, nya upplagor i Madrid 1802 och i Paris 1827), en fortsättning av Montemayors Diana, berömd av Cervantes. För övrigt efterlämnade Gil Polo quintillas, canciones och sonetter, som utmärkas för formrenhet och finkänsla. De är intagna i Rivadeneiras Biblioteca de autores españoles, band 42.